# Oskar Merkt
Oskar Merkt o Oscar Merkt (Basilea, 19 gennaio 1894 – Berna, 30 gennaio 1982) è stato un calciatore svizzero, di ruolo attaccante.

## Carriera

### Nazionale
Esordisce il 2 novembre 1913 contro il Belgio (2-0).

## Palmarès

### Club

#### Competizioni nazionali
- Campionato svizzero: 2

Servette: 1917-1918, 1921-1922